# Доналдсон (Миннесота)
Доналдсон (англ. Donaldson) — город в округе Китсон, штат Миннесота, США. На площади 2,1 км² (2,1 км² — суша, водоёмов нет), согласно переписи 2002 года, проживают 41 человек. Плотность населения составляет 19,2 чел./км².
- Телефонный код города — 218
- Почтовый индекс — 56720
- FIPS-код города — 27-16030[1]
- GNIS-идентификатор — 0642883[2]